# 嵐立磨
嵐 立磨（あらし りょうま、1971年3月26日 - ）は、広島県府中市出身で九重部屋に所属した元大相撲力士。本名は山根 良治（やまね りょうじ）。身長184cm、 体重134kg。趣味は酒。最高位は東十両10枚目（1998年1月場所）。得意技は右四つ、寄り、血液型はB型。

## 来歴
1986年3月場所初土俵。決して早くは無かったが着実に番付を上げていった。幕下で苦労し一度は引退を考えたが、スロー出世ながら新入幕を果たした同郷の先輩・安芸ノ州の頑張りを励みに奮起し勝ち越しを続け幕下上位に上がった。そして通算70場所目の1997年11月場所にようやく十両に昇進した。その場所は8勝7敗と勝ち越したものの、翌1月場所は3勝12敗と負け越し幕下に陥落した。十両復帰を目指して相撲を取り続けていたが、それ以降は幕下中位での土俵が続いた。2000年1月場所、東幕下57枚目で3勝4敗と負け越したのを最後に現役を引退した。現在は東京都千代田区神田小川町にある府中市のアンテナショップ「NEKI」にて飲食スペース（外部リンク参照）の店長を務めている。

## 主な戦績
- 生涯成績：302勝295敗 勝率.506
- 十両成績：11勝19敗 勝率.367
- 現役在位：84場所
- 十両在位：2場所

### 場所別成績
| | 一月場所 初場所（東京） | 三月場所 春場所（大阪） | 五月場所 夏場所（東京） | 七月場所 名古屋場所（愛知） | 九月場所 秋場所（東京） | 十一月場所 九州場所（福岡） |
| --- | ----------------------- | ----------------------- | ----------------------- | --------------------------- | ----------------------- | --------------------------- |
| 1986年 （昭和61年） | x                       | （前相撲）              | 東序ノ口46枚目 2–5      | 東序ノ口49枚目 4–3          | 東序ノ口8枚目 3–4       | 西序ノ口18枚目 3–4          |
| 1987年 （昭和62年） | 東序ノ口23枚目 3–4      | 西序ノ口18枚目 4–3      | 東序二段126枚目 3–4     | 東序二段142枚目 5–2         | 東序二段95枚目 2–5      | 東序二段123枚目 4–3         |
| 1988年 （昭和63年） | 西序二段94枚目 4–3      | 東序二段58枚目 3–4      | 東序二段77枚目 3–4      | 西序二段97枚目 4–3          | 西序二段66枚目 5–2      | 東序二段31枚目 2–5          |
| 1989年 （平成元年） | 西序二段62枚目 4–3      | 西序二段35枚目 4–3      | 西序二段11枚目 2–5      | 東序二段43枚目 3–4          | 西序二段64枚目 6–1      | 東三段目100枚目 5–2         |
| 1990年 （平成2年） | 東三段目62枚目 5–2      | 西三段目30枚目 3–4      | 西三段目48枚目 4–3      | 西三段目28枚目 4–3          | 西三段目15枚目 4–3      | 西三段目2枚目 2–5           |
| 1991年 （平成3年） | 西三段目29枚目 5–2      | 東三段目5枚目 2–5       | 西三段目29枚目 3–4      | 西三段目46枚目 4–3          | 西三段目29枚目 5–2      | 東幕下60枚目 4–3            |
| 1992年 （平成4年） | 東幕下49枚目 3–4        | 西三段目4枚目 3–4       | 西三段目22枚目 5–2      | 東幕下56枚目 5–2            | 東幕下34枚目 3–4        | 西幕下43枚目 2–5            |
| 1993年 （平成5年） | 西三段目7枚目 4–3       | 東幕下51枚目 4–3        | 東幕下38枚目 4–3        | 東幕下29枚目 1–6            | 東幕下55枚目 6–1        | 東幕下28枚目 3–4            |
| 1994年 （平成6年） | 西幕下37枚目 5–2        | 西幕下25枚目 2–5        | 西幕下42枚目 3–4        | 東幕下54枚目 4–3            | 西幕下43枚目 2–5        | 東三段目10枚目 6–1          |
| 1995年 （平成7年） | 東幕下36枚目 3–4        | 東幕下46枚目 4–3        | 東幕下35枚目 2–5        | 東幕下53枚目 4–3            | 西幕下44枚目 3–4        | 西幕下54枚目 5–2            |
| 1996年 （平成8年） | 西幕下35枚目 3–4        | 東幕下48枚目 2–5        | 東三段目14枚目 4–3      | 西三段目筆頭 5–2            | 東幕下38枚目 3–4        | 西幕下45枚目 3–4            |
| 1997年 （平成9年） | 西幕下54枚目 6–1        | 東幕下27枚目 5–2        | 東幕下16枚目 5–2        | 西幕下5枚目 5–2             | 西幕下筆頭 4–3          | 西十両12枚目 8–7            |
| 1998年 （平成10年） | 東十両10枚目 3–12       | 西幕下4枚目 3–4         | 東幕下9枚目 4–3         | 西幕下6枚目 1–6             | 西幕下28枚目 2–5        | 東幕下46枚目 6–1            |
| 1999年 （平成11年） | 東幕下21枚目 3–4        | 東幕下28枚目 2–5        | 東幕下43枚目 2–5        | 東三段目2枚目 4–3           | 東幕下52枚目 3–4        | 西三段目6枚目 4–3           |
| 2000年 （平成12年） | 東幕下57枚目 引退 3–4–0 | x                       | x                       | x                           | x                       | x                           |
| 各欄の数字は、「勝ち-負け-休場」を示す。 優勝 引退 休場 十両 幕下 三賞：敢=敢闘賞、殊=殊勲賞、技=技能賞 その他：★=金星 番付階級：幕内 - 十両 - 幕下 - 三段目 - 序二段 - 序ノ口 幕内序列：横綱 - 大関 - 関脇 - 小結 - 前頭（「#数字」は各位内の序列） |                         |                         |                         |                             |                         |                             |

## 改名歴
- 山根 良二（やまね りょうじ）1986年3月場所-1994年1月場所
- 嵐 立磨（あらし りょうま）1994年3月場所-2000年1月場所